# Mehr davon! Die Single-Box
Mehr davon! Die Single-Box – kolekcja („Box”) singli na oddzielnych CD niemieckiego zespołu punkrockowego Die Toten Hosen, wydana w 2005 roku. Nagrania z tego zestawu mogą się częściowo pokrywać z piosenkami z poprzedniego boxu z 2001 roku pt. Mehr davon! Die Single-Box 1995-2000.

## Wersje

### 1995-2004
- CD1: „Nichts bleibt für die Ewigkeit”
- CD2: „Zehn kleine Jägermeister”
- CD3: „Unsterblich”
- CD4: „Bayern”
- CD5: „Was zählt”
- CD6: „Kein Alkohol (ist auch keine Lösung)!”
- CD7: „Frauen dieser Welt”
- CD8: „Ich bin die Sehnsucht in dir”

### 1996-2005
- CD1: „Zehn kleine Jägermeister”
- CD2: „Unsterblich”
- CD3: „Bayern”
- CD4: „Was zählt”
- CD5: „Kein Alkohol (ist auch keine Lösung)!”
- CD6: „Frauen dieser Welt”
- CD7: „Ich bin die Sehnsucht in dir”
- CD8: „Alles wird vorübergehen”

### 1995-2002
- CD1: „Nichts bleibt für die Ewigkeit”
- CD2: „Paradies”
- CD3: „Zehn kleine Jägermeister”
- CD4: „Alles aus Liebe (live)”
- CD5: „Schön sein”
- CD6: „Unsterblich”
- CD7: „Warum werde ich nicht satt?”
- CD8: „Kein Alkohol (ist auch keine Lösung)!”

## Lista utworów

### Nichts bleibt für die Ewigkeit (1995)
1. „Nichts bleibt für die Ewigkeit” (von Holst, Frege/Müller, von Holst, Frege) − 4:10
2. „Alkohol” (Rohde/Frege) − 2:03
3. „Prominentenpsychose” (Frege/Frege) – 3:14
4. „Die '7' ist alles” (Meurer/Frege) − 5:12

### Paradies (1996)
1. „Paradies” (Frege/Frege) − 3:59
2. „Ein Witz” (Meurer/Frege) - 2:55
3. „Entenhausen bleibt stabil” (Breitkopf/Müller) - 3:25
4. „I'm the Walrus” (Lennon/McCartney) − 3:06 (The Beatles cover)

### Zehn kleine Jägermeister (1996)
1. „Zehn kleine Jägermeister” (Rohde/Müller, Frege) − 4:21
2. „We Love You” (Mick Jagger/Keith Richards) − 3:10 (The Rolling Stones cover)
3. „Der König aus dem Märchenland” (Breitkopf/Frege) − 4:15

### Alles aus Liebe (live) (1997)
1. „Alles aus Liebe” (Frege/Frege) − 4:10
2. „Lügen” (von Holst/Frege) − 4:03
3. „Seelentherapie” (Breitkopf/Frege) − 4:38

### Schön sein (1999)
1. „Schön sein” (Frege, van Dannen/Frege, van Dannen) − 3:12
2. „You're Dead” (von Holst/Frege, Smith) – 4:41
3. „Fußball” (von Holst/Frege) – 2:09
4. „Im Westen nichts Neues” (Breitkopf/Frege) – 1:59

### Unsterblich (2000)
1. „Unsterblich” (Frege, von Holst/Frege) − 3:46
2. „Wofür man lebt (Dub-Version)” (von Holst, Meurer/Frege) − 3:22
3. „Psycho” (Roslie/Roslie) − 1:44 (The Sonics cover)

### Bayern (2000)
1. „Bayern” (Tipp-Kick Version) (van Dannen, Frege/van Dannen, Frege) − 4:19
2. „Laß doch mal Dampf ab” (Christian Bruhn/Fred Weyrich) – 2:24 (Gert Fröbe cover)
3. „You'll Never Walk Alone” (Richard Rodgers/Oscar Hammerstein) - 2:36
4. „Hang On Sloopy” (Ferrell, Russolt) - 2:30 (The McCoys cover)

### Warum werde ich nicht satt? (2000)
1. „Warum werde ich nicht satt?” (Breitkopf, von Holst/Frege) − 3:28
2. „Babylon's Burning” (Jennings, Ruffy, Owen, Fox) − 4:25 (The Ruts cover)
3. „Should I Stay or Should I Go” (Mick Jones/Joe Strummer) − 2:43 (The Clash cover)

### Was zählt (2001)
1. „Was zählt” (Breitkopf, von Holst/Frege) − 4:37
2. „Hängt ihn höher” (Meurer/Frege) - 2:37
3. „Drüber reden” (von Holst/Frege) – 1:42
4. „Schöner warten” (Frege/Frege) – 3:58

### Kein Alkohol (ist auch keine Lösung)! (2002)
1. „Kein Alkohol (ist auch keine Lösung)!” (Frege, Meurer, van Dannen/Frege, van Dannen) − 3:49
2. „Wie man Kaninchen macht” (Frege, Meurer/Frege) - 3:57
3. „Im Meer” (Breitkopf, von Holst/Frege) – 3:42

### Frauen dieser Welt (2002)
1. „Frauen dieser Welt” (van Dannen/van Dannen) - 3:50 (Funny van Dannen cover)
2. „Junge Menschen, alte Menschen” (van Dannen/Frege, van Dannen) - 3:07
3. „Trauriges Arschloch„ (Funny van Dannen) - 2:52 (Funny van Dannen cover

### Ich bin die Sehnsucht in dir (2004)
1. „Ich bin die Sehnsucht in dir” (von Holst/Frege, Weitholz) − 4:03
2. „Es geht auch ohne” (Meurer/van Dannen, Frege) - 2:07
3. „Niemandslied” (van Dannen, Frege/van Dannen, Frege) - 2:24
4. „Fallen” (Breitkopf/Frege) - 3:30

### Alles wird vorübergehen (2005)
1. „Alles wird vorübergehen” (von Holst/Frege) − 3:11
2. „Alles wird vorübergehen” - J.C's Dubbed 2 Death-Mix" - 4:28
3. „Rockaway Beach” (Dee Dee Ramone) - 1:59 (Ramones cover)

## Wykonawcy
- Campino – wokal
- Andreas von Holst – gitara
- Michael Breitkopf – gitara
- Andreas Meurer – gitara basowa
- Vom Ritchie – perkusja
- Wolfgang Rohde – perkusja